# Датотека са грешком
Датотека са грешком (енг. dump file, core dump, memory dump, dump) је датотека коју креира оперативни систем, када се уруши апликација и ствара код са изузецима. Датотека са грешком каже, у којем подручју меморије се програм урушио који се користи ради решавања директног узрока рушења.
Међутим, појам "dump" датотеке током времена је почео да се користи за било које складиштење велике количине података за даље тестирање или претраге (на пример, Wikipedijin dump).